# Marius d'Avenches
Marius d'Avenches (Marius Aventicae ou Marius Aventicensis) ou saint Marius  ou saint Maire ou saint Maure vécut au VIe siècle. Il est le premier évêque de Lausanne ainsi qu'un chroniqueur. Saint, il est fêté le 19 janvier.

## Biographie
Marius d'Avenches serait originaire d'Autun selon le cartulaire du chapitre de Notre-Dame de Lausanne et d'origine gallo-romaine et non germanique. Il entre très probablement dans les ordres, avant sa dixième année. Marius Besson émet l'hypothèse qu'il se soit fait tonsurer au monastère Saint-Symphorien d'Autun. Néanmoins, il n'existe aucune preuve formelle et il aurait tout aussi bien pu entrer en clergie à l'église d'Autun comme à celle d'Avenches, ou commencer sa vie monastique au monastère de Saint-Maurice d'Agaune.
Après son ordination épiscopale, on attribue à Marius la construction de plusieurs églises dans son diocèse, dont certaines sont dédiées à des martyrs d'Autun, en référence à une tradition selon laquelle l'évêque fait venir sur ses terres épiscopales des reliques provenant du diocèse dont il est originaire. Son épitaphe renseigne aussi sur sa vie. Marius aurait vécu de façon ascétique et humble, effectuant les missions qui incombent à l'évêque comme rendre la justice, secourir les personnes précaires, diriger les clercs de son Église, célébrer les offices divins, etc.
Au VIe siècle, les structures ecclésiales reprennent celles de l'Empire romain et Marius siège dans la cité épiscopale de l'Helvétie : Avenches. Néanmoins, cette période est passablement troublée par les incursions germaniques, notamment alamanes. Aussi le siège du diocèse a régulièrement oscillé entre Avenches, Vindonissa (Windisch) et Lausanne. Toutefois, si le siège est définitivement installé à Lausanne dès le début de la seconde moitié du VIIe siècle, rien n'atteste que Marius ait réellement eu son siège à Lausanne. Néanmoins, on attribue généralement le transfert du siège de l'évêché à Marius car les Annales de Flavigny et de Lausanne, document du Xe siècle désignent Marius comme évêque de Lausanne et le cartulaire du Chapitre de Notre-Dame de Lausanne affirme que Marius a été enterré dans l'église Saint-Tyrse. Or cette ancienne église se trouvait dans l'enceinte de la ville et il n'était pas de coutume pour les romains d'enterrer un mort dans la ville. De plus, les reliques de Marius n'ont jamais eu de culte dans cette église. Toutefois, lors du Second concile de Mâcon (585), Marius se désigne comme l'évêque d'Avenches, ville dans laquelle il est le plus probable qu'il ait résidé ; sa signature au concile servirait de preuve.

### Dates importantes
Aucun document ne permet de reconstituer les dates exactes de la vie de Marius d'Avenches. En 1235, Conon d'Estavayer reprend les Annales de Flavigny et de Lausanne pour faire mention de Marius d'Avenches. Il stipule notamment que Marius serait décédé en l'an 601 à l'âge de 64 ans,, et cela la même année que le roi Gontran. Or, Gontran est décédé le 28 mars 593.
Selon Favrod, la clé qui permet de résoudre cette question des dates se trouve dans la date de fondation de l'Église de Payerne que Conon donne au « huit des calendes de juillet pendant la cinquième indication, la quatorzième année de son épiscopat sous le règne du Seigneur de Gontran. », ce qui correspond au 24 juin 587.
Ainsi donc, Marius est donc très probablement né aux alentours de l'an 530 dans la région d'Autun. Probablement ordonné prêtre en 567, il a reçu sa consécration épiscopale en 573. Il devient évêque de l'Église avencienne et son épiscopat a duré vingt ans et huit mois, de mai 573 à décembre 594.
Il est attesté dans les souscriptions du concile de Mâcon en 585. Il fonde l'Abbaye Notre-Dame à Payerne le 24 juin 587, construite sur une villa romaine, il en fonda peut-être d'autres dans son diocèse dédiées à des saints d'Autun. Les historiens situent le siège de son évêché tantôt à Avenches, quasiment à l'état de ruines à l'époque ou à Lausanne où se trouvait un bourg fortifié. Il décède le 31 décembre 593. Il est enterré dans l'église Saint-Thyrse à Lausanne où ses reliques sont conservées. Durant la fin du VIe siècle, l'église change de patronage et devient l'église Saint-Maire. Connu dans la tradition comme saint Maire ou saint Maure, il a laissé un important souvenir dans la région.
Après sa mort, le siège épiscopal reste vacant durant près de 45 ans, et il faudra attendre 639, année où Arricus devient évêque de Lausanne.

### Écrits
Marius fut l'auteur d'une chronique universelle, qui couvre les années 435 à 581, cherchant à continuer celle de Prosper d'Aquitaine, s'inspirant de sources diverses et d'événements contemporains. Se considérant comme romain, il datait les années suivant les années des consuls et des empereurs d'Orient. Cette chronique présente des indications précieuses, et plus encore pour l'histoire des Burgondes. C'est le premier à utiliser le terme variola (variole) pour décrire une épidémie en France et en Italie en 570. C'est aussi l'un des deux textes à parler de l'éboulement du Tauredunum.

## Héritage
Marius d'Avenches est, avec Grégoire Palamas, patron de la paroisse francophone du Patriarcat de Serbie à Lausanne, la Paroisse orthodoxe Saint Maire et Saint Grégoire Palamas.
Le Château Saint-Maire, construit sur l'ancien couvent du même nom, porte le nom de l'évêque en son hommage.